# Amprenavir
Amprenavir é um fármaco utilizado como antiviral, no tratamento por infecção de HIV, aprovado pelo FDA em 15 de abril de 1999. Seu mecanismo de ação é a inibição de proteases.

## Propriedades
O medicamento inibe a protease tipo 1 e 2 de forma potente, do vírus da imunodeficiência humana, assim impede que novos vírions sejam formados.

## Contra-indicações
- Terfenadina
- Rifampicina
- Cisaprida
- Astemizol